# 69 Hesperia
Hesperia (asteroide 69) é um asteroide da cintura principal com um diâmetro de 138,13 quilómetros, a 2,48226252 UA. Possui uma excentricidade de 0,16704443 e um período orbital de 1 879,04 dias (5,15 anos).
Hesperia tem uma velocidade orbital média de 17,25360325 km/s e uma inclinação de 8,58134246º.
Este asteroide foi descoberto em 26 de Abril de 1861 por Giovanni Schiaparelli. Seu nome vem das personagens mitológicas gregas Hespérides.